# Richard Polenberg
Richard Polenberg (1937-2020) est un historien américain.

## Biographie
Richard Polenberg est né en 1937. Il obtient son Ph.D. de l'université Columbia sous la supervision de William Leuchtenburg.
Richard Polenberg enseigne l'histoire à l'université Cornell de 1966 à 2011, c'est-à-dire pendant 45 ans. Il a publié quelques ouvrages pendant cette période. Pour Fighting Faiths: The Abrams Case, the Supreme Court, and Free Speech publié en 1989, il a reçu deux prix (le Silver Gavel Award de l’American Bar Association et l’Outstanding Book Award de la Gustavus Myers Foundation).
Il prend sa retraite de l'université Cornell en 2011.
La majorité de ses publications portent sur l'histoire des États-Unis du XXe siècle.

## Publications
- (en) Richard D. Polenberg, The Era of Franklin D. Roosevelt, 1933-1945 : A Brief History with Documents, Bedford/St. Martin's, coll. « Bedford Series in History & Culture », 21 janvier 2000, 251 p. (ISBN 978-0-312-13310-8)
- (en) Richard Polenberg, War and Society : The United States 1941-1945, Lippincott Williams & Wilkins, coll. « Critical Periods of History », janvier 1972, 298 p. (ISBN 978-0-397-47224-6)
- (en) Richard Polenberg, Fighting Faiths : The Abrams Case, The Supreme Court, and Free Speech, Cornell University Press, coll. « Cornell Paperbacks », 5 août 1999, 464 p. (ISBN 978-0-8014-8618-0)
- (en) Richard Polenberg, The World of Benjamin Cardozo : Personal Values and the Judicial Process, Harvard University Press, 15 octobre 1997, 320 p. (ISBN 978-0-674-96051-0)
- (en) Richard Polenberg, One Nation Divisible : Class, Race, and Ethnicity in the United States Since 1930, Penguin Books, coll. « Hist of the USA », 25 septembre 1980, 368 p. (ISBN 978-0-14-021246-4)